# أوين ماكان
أوين ماكان (بالإنجليزية: Owen McCann)‏ هو كاهن كاثوليكي جنوب أفريقي، ولد في 26 يونيو 1907 في كيب تاون في جنوب أفريقيا، وتوفي بنفس المكان في 26 مارس 1994.

## روابط خارجية
- أوين ماكان على موقع مونزينجر (الألمانية)